# Томас Хокансон
Пер Томас Хоканссон (швед. Per Thomas Håkansson; (19 жовтня 1957 ) — шведський, після 1984 канадський керлінгіст.

## Життєпис
У складі чоловічої збірної Швеції учасник чемпіонату світу 1980 року (зайняли четверте місце) та чемпіонату Європи 1976 року (бронзові призери). Дворазовий чемпіон Швеції серед чоловіків; хоча його команда виграла чемпіонат Швеції у 1976, Асоціацією керлінгу Швеції було вирішено, що команда складається з «дуже молодих керлінгістів», і на чемпіонат світу 1976 як збірна Швеції поїхала команда скіпу Бенгта Седервалля, що посіла на чемпіонаті Швеції інше місце. У складі юніорської чоловічої збірної Швеції срібний призер чемпіонату світу 1978 року . Чемпіон Швеції серед юніорів .
У середині 1980-р переїхав до Канади, двічі виступав на чемпіонаті Канади серед чоловіків за команду провінції Нова Шотландія (найкращий результат — п'яте місце у 1988).

## Досягнення
- Чемпіонат Європи з керлінгу: бронза (1976).
- Чемпіонат Швеції з керлінгу серед чоловіків: золото (1976, 1980).
- Чемпіонат світу з керлінгу серед юніорів: срібло (1978).
- Чемпіонат Швеції з керлінгу серед юніорів: золото (1978).

- Приз імені Росса Харстона за втілення спортивного духу (англ. Ross Harstone Sportsmanship Award) на чемпіонаті Канади серед чоловіків[3] : 1988 .

## Команди
| Сезон   | Четвертий      | Третій         | Другий         | Перший        | Запасний      | Турніри                         |
| ------- | -------------- | -------------- | -------------- | ------------- | ------------- | ------------------------------- |
| Швеція  |                |                |                |               |               |                                 |
| 1975-76 | Jens Håkansson | Томас Хокансон | Пер Ліндеман   | Ларс Ліндгрен |               | ЧШМ 1976                        |
| 1976-77 | Jens Håkansson | Томас Хокансон | Пер Ліндеман   | Ларс Ліндгрен |               | ЧЕ 1976                         |
| 1977-78 | Томас Хокансон | Пер Ліндеман   | Ларс Ліндгрен  | Erik Björemo  |               | ЧШЮ 1978 · ЧМЮ 1978             |
| 1979-80 | Рагнар Камп    | Хокан Столбро  | Томас Хокансон | Ларс Ліндгрен |               | ЧШМ 1980 · ЧМ 1980 (4-те місце) |
| Канада  |                |                |                |               |               |                                 |
| 1984-85 | Том Хокансон   | Peter MacPhee  | Stuart MacLean | Dave Wallace  | Bruce Walker  | ЧК 1985 (7 місце)               |
| 1987-88 | Томас Хокансон | Stuart MacLean | Bill Robinson  | Dave Wallace  | Peter MacPhee | ЧК 1988 (5 місце)               |

(Скіпи виділені напівжирним шрифтом)

## Приватне життя
З сім'ї шведських керлінгістів: його батько Стіг Хоканссон — чемпіон Швеції серед чоловіків у 1968, грав на чемпіонаті світу 1968, у 1940-р виступав як легкоатлет (був чемпіоном Європи в естафеті 4х100 метрів у 1946 році, неодноразово. в довжину). Брат Томаса, Ларс-Ерік Хоканссон — чемпіон Швеції серед чоловіків у 1971; племінник (син Ларса-Еріка) Патрік Хоканссон (Патрік Кларемо) грав у збірній Швеції на чемпионате мира 2005 року.